# Arrondissement Rouen
Arrondissement Rouen (fr. Arrondissement de Rouen) je správní územní jednotka ležící v departementu Seine-Maritime a regionu Normandie ve Francii. Člení se dále na 29 kantonů a 219 obcí.

## Kantony
- Bois-Guillaume
- Boos
- Buchy
- Caudebec-en-Caux
- Caudebec-lès-Elbeuf
- Clères
- Darnétal
- Doudeville
- Duclair
- Elbeuf
- Grand-Couronne
- Le Grand-Quevilly
- Le Petit-Quevilly
- Maromme
- Mont-Saint-Aignan
- Notre-Dame-de-Bondeville
- Pavilly
- Rouen-1
- Rouen-2
- Rouen-3
- Rouen-4
- Rouen-5
- Rouen-6
- Rouen-7
- Saint-Étienne-du-Rouvray
- Sotteville-lès-Rouen-Est
- Sotteville-lès-Rouen-Ouest
- Yerville
- Yvetot